# Оуэн, Роберт
Роберт Оуэн (англ. Robert Owen; 14 мая 1771 — 17 ноября 1858) — английский философ, педагог и социалист, один из первых социальных реформаторов XIX века.

## Биография

### Ранние годы
Роберт Оуэн родился в 1771 году в маленьком городке Ньютаун (Уэльс) в семье мелкого лавочника. В 7 лет учитель местной школы использовал его как помощника, но ещё через 2 года школьное образование Оуэна навсегда закончилось, и он отправился искать счастья в больших городах. Оуэн служил учеником и приказчиком в мануфактурных магазинах Стэмфордa, Лондона и Манчестера, однако он не получил систематического образования.

### Годы жизни в Манчестере
Манчестер был в это время центром промышленной революции, особенно бурно развивалось здесь хлопчатобумажное производство.
В Манчестере Оуэн сошёлся со многими членами местного философского и литературного общества, особенно дружил с доктором Парсевалем, которым впервые была высказана мысль о необходимости рабочего и санитарного законодательства. Сам Оуэн читал в этом обществе несколько докладов о рабочем законодательстве.
Сначала он, взяв у брата взаймы деньги, открыл с одним компаньоном небольшую мастерскую, изготовлявшую прядильные машины, которые в то время быстро внедрялись в промышленность. Потом завёл собственное крохотное прядильное предприятие, где работал сам с двумя-тремя рабочими.
Оуэн страстно увлекался химией и, найдя новые способы для обработки грубого американского хлопка, на 20-м году жизни стал управляющим, а затем и совладельцем хлопковой мануфактуры.

### Социальный эксперимент в Нью-Ланарке

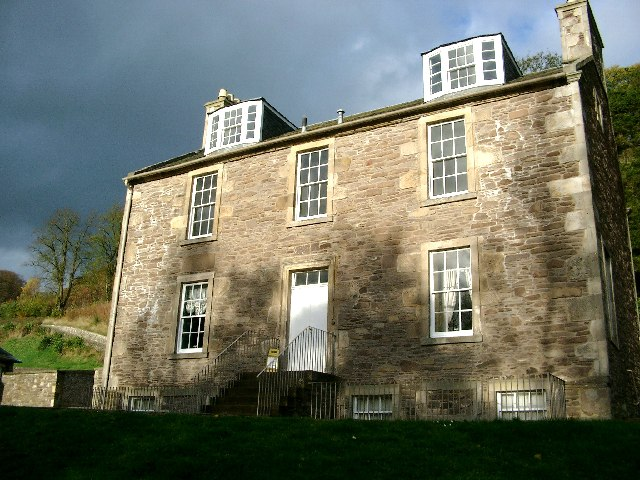
Дом Роберта Оуэна в Нью-Ланарке

Оуэн знакомится с Каролиной Дейл — дочерью Дэвида Дейла, богатого владельца текстильной фабрики в посёлке Нью-Ланарк близ Глазго, и заключает с ней брак.
В 1799 году Оуэн переселяется в Нью-Ланарк, где он стал совладельцем (вместе с несколькими манчестерскими капиталистами) и управляющим бывшей фабрики своего тестя. Он уже давно задумал свой промышленный и социальный эксперимент и прибыл в Нью-Ланарк с твёрдым планом реформы производственных отношений.
На примере своей фабрики он хотел показать, что обязанность заботиться о наёмных рабочих вполне совпадает с интересами работодателя. На основании собственного опыта он выработал систему «патроната», которую впоследствии теоретически развил в сочинении «Опыты о формировании человеческого характера» (Essay on the Formation of Character, опубликовано в 1813 году), доказывая, что человек составляет продукт внешних окружающих его условий и воспитания; чем выше последние, тем более облагораживается и совершенствуется человеческая природа.
Он основал первые в мире дошкольные заведения, впоследствии названые детский сад и ясли.
В первое десятилетие XIX века нью-ланаркская фабрика привлекала к себе толпы посетителей, равно удивлявшихся её коммерческому успеху и благосостоянию её рабочих. Посетил эту фабрику и великий князь Николай Павлович, будущий император Николай I. Удивлённый успехом Оуэна, слыша со всех сторон о бедствиях рабочего населения, которое тогда все объясняли чрезмерным его размножением, он предложил Оуэну взять с собой два миллиона излишнего британского населения и переселиться в Россию, но Оуэн категорически отказался и остался жить в Англии.

### Попытка расширения эксперимента

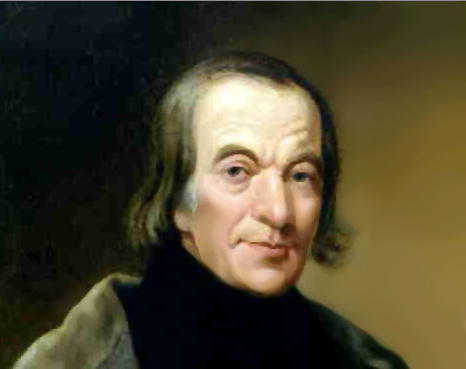
Роберт Оуэн

В 1813 году Оуэн основал новую компанию, куда на правах пайщиков вошли, в том числе, квакер Уильям Аллен и философ Иеремия Бентам. Сутью доктрины, которую проповедовал Оуэн, было следующее: характер человека формируется обстоятельствами и социальным окружением, поэтому люди не отвечают за свои поступки. Их следует обучать и воспитывать, как можно раньше начинать прививать им правила правильного поведения. Экономические взгляды Оуэна основывались на принципе: труд — общепризнанное естественное благо.
Непосредственным толчком для превращения Оуэна в проповедника послужили дискуссии 1815—1817 годов, связанные с ухудшением экономического положения Англии, ростом безработицы и бедности населения. Оуэн представил правительственному комитету свой план облегчения этих трудностей путём создания для бедняков кооперативных посёлков, где они трудились бы сообща, без капиталистов-нанимателей. Его идеи натолкнулись на непонимание и раздражение. Тогда Оуэн обратился прямо к широкой публике. В нескольких речах, произнесённых в Лондоне в августе 1817 году при значительном стечении народа, он впервые изложил свой план. Чем дальше, тем больше перерастал скромный проект, связанный с конкретной проблемой, в систему переустройства общества на коммунистических началах. В 1817—1824 годах Оуэн объехал всю Британию, побывал за границей, произнёс множество речей, написал массу статей и листовок, неустанно проповедуя свои идеи.
Все усилия Оуэна были напрасны, хотя находились влиятельные люди, сочувствующие в той или иной мере его планам. В 1819 году был даже создан комитет по сбору средств для его эксперимента; в состав комитета наряду с герцогом Кентом входил, в частности, Давид Рикардо. Однако собрать удалось лишь малую долю необходимых денег, и затея провалилась.
Убедившись, что проповедь примером и словом не вызывает подражания, Оуэн начал деятельную агитацию в пользу фабричного законодательства, стараясь опереться на монархическую власть и земледельческую аристократию и борясь с теорией невмешательства государства. Но надежды его и в этом направлении не оправдались. Тогда Оуэн решил обратиться непосредственно к промышленному классу и побудить его к образованию производительных ассоциаций, задача которых, по словам Оуэна, «заключалась в организации всеобщего счастья при посредстве системы единства и кооперации, основанной на всеобщей любви к ближнему и истинном познании человеческой природы».

### Создание теории
Теоретические основания, которые вызывают необходимость образования таких ассоциаций, он изложил в двух сочинениях. Практически он разработал план организации ассоциаций. Вначале Оуэн думал об устройстве ассоциаций или колоний только для не имеющих работы, но затем пришёл к мысли о необходимости полного преобразования промышленной системы. Он явился первым социалистическим её критиком.
Промышленная система в то время, по Оуэну, была построена на трёх ложных началах: на детальном разделении труда, которое ухудшает расу, на соперничестве, которое создаёт всеобщее противоречие интересов, и, наконец, на получении прибыли, возможной только тогда, когда спрос равен или превышает предложение; реальный же интерес общества требует, чтобы предложение товаров было всегда больше спроса.
Устранение всех бедствий произойдёт только тогда, когда отдельные группы производителей, пользуясь производительными силами, почти безграничными на почве новых усовершенствований, соединятся в кооперации, для производства при помощи собственного труда и капитала и для удовлетворения собственных потребностей.

### Коммуна в Америке

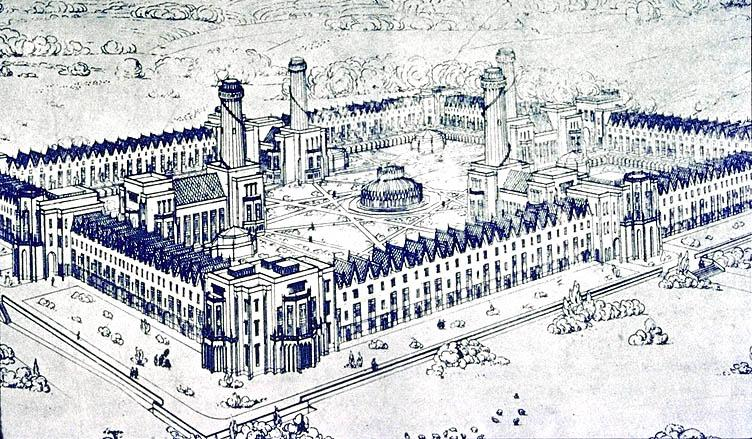
Вид коммуны «Новая Гармония»

В результате Оуэна стали считать опасным мечтателем, в особенности с того момента, когда он в 1817 году затеял борьбу со всеми религиями. Разочаровавшись в английском «образованном обществе», утратив даже своё влияние в Нью-Ланарке, Оуэн с сыновьями уехал в Америку. В 1825 году Оуэн покупает в Америке 30 тысяч акров земли и организовывает здесь, в штате Индиана, на реке Уобаш, коммунистическую производительную общину «Новая гармония», устав которой основывался на принципах уравнительного коммунизма. В этом деле ему содействуют филантропы Маклюр и Петр Нааф, занимающиеся воспитанием; сам Оуэн, с особым выборным комитетом, ведёт все дела колонии; но попытка сразу пересоздать природу людей путём преобразования внешних условий оканчивается неудачей.
Предприятие, поглотив 40 тысяч фунтов стерлингов — почти всё состояние Оуэна, окончилось провалом. В 1829 году он вернулся на родину. Выделив некоторые средства своим детям (их было семеро), Оуэн в дальнейшем вёл очень скромный образ жизни.

### Биржа трудового обмена
В 1832 году он затевает в Англии новое дело, которое тоже оканчивается неудачей, но имеет большое социально-политическое значение: он делает попытку организации «Биржи трудового обмена». Желая уничтожить всякую торговую прибыль и посредничество денег, Оуэн устраивает в Лондоне биржу, куда всякий производитель может доставлять товары, получая за них трудовые билеты, по расчёту шести пенсов за каждый час труда, вложенный в продукт. Первоначально успех биржи был очень велик; в первую неделю сюда было доставлено более чем на 10 000 фунтов стерлингов товара, и трудовые билеты стали приниматься во многих магазинах как деньги; скоро, однако, начались затруднения.
Купцы посылали на биржу свои залежавшиеся товары и торопливо разбирали с биржи всё наиболее ценное; биржа скоро была завалена товарами, не имеющими надежды на сбыт. Оценка товаров по часам труда и по шестипенсовой норме постоянно возбуждала недоразумения и споры. С нагромождением на бирже никому не нужных товаров, трудовые билеты потеряли всякую цену и биржа кончила банкротством.

### Профсоюзы и рабочее движение

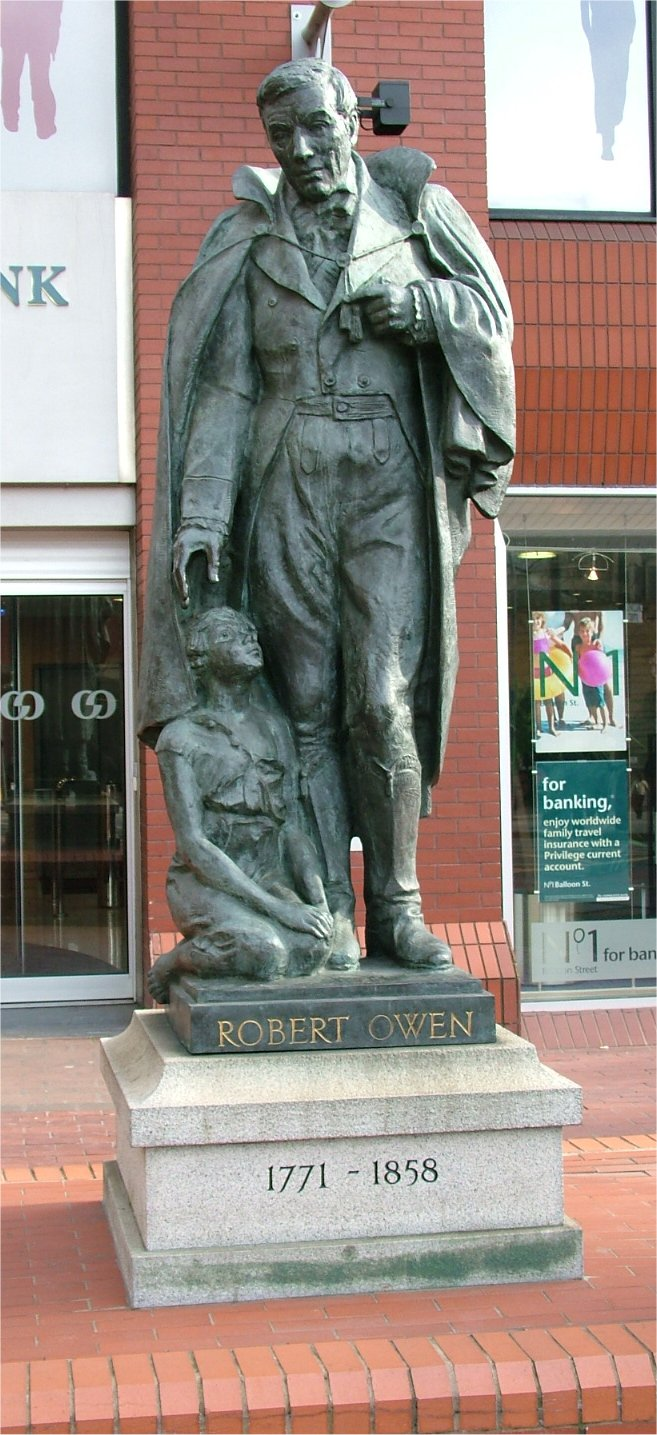
Монумент Роберту Оуэну в Манчестере

Оуэн стоит у истоков и другого движения рабочего класса, которому было суждено большое будущее — профсоюзного. В 1833—1834 годах он руководил попыткой создания Великого национального союза профессий (англ.), который объединял до полумиллиона членов. Организационная слабость, недостаток средств, сопротивление хозяев, имевших поддержку правительства, — всё это привело союз к распаду.
Разногласия между Оуэном и другими лидерами рабочего движения шли по двум линиям. С одной стороны, для многих из них, осторожных и настроенных на бизнес, был неприемлем подход к кооперации и профсоюзам как к методу преобразования общества. С другой стороны, Оуэн отрицал политические действия, что уже не удовлетворяло тех людей, которые вскоре образовали костяк чартизма — движения, с которым Оуэн никогда не мог найти общего языка.

### Последние годы жизни
После 1834 года Оуэн не играл большой роли в общественной жизни, хотя продолжал много писать, издавал журналы, участвовал в организации ещё одной общины и неутомимо проповедовал свои взгляды. Его последователи образовали узкую секту, нередко выступавшую с довольно реакционных позиций.
Обаяние гуманистического энтузиазма в сочетании с деловитостью, которое так отличало Оуэна в молодости и в зрелые годы и привлекало к нему людей, отчасти уступило место навязчивому однообразию речей и мыслей. Сохранив до смерти большую ясность ума, он не избежал старческих странностей. В последние годы жизни Оуэн увлёкся спиритизмом, стал склонен к мистике. Но он сохранил обаяние доброты, которое отметил Герцен. Всю жизнь он очень любил детей. Взгляды Оуэна на воспитание сохраняют значение и в наше время.
Осенью 1858 года, 87 лет от роду, Оуэн поехал в Ливерпуль и на трибуне митинга почувствовал себя плохо. Отлежавшись в течение нескольких дней, он вдруг решил отправиться в свой родной город Ньютаун, где не был с детства. Там он и умер в ноябре 1858 года.

## Педагогические идеи
Социально-философские основы воспитания.
- Отрицал принцип свободы воли.
- Человек — продукт среды. Р. Оуэн опирался на близкую философии Просвещения идею о решающем воздействии внешней среды на характер человека.[3]
- Во всех недостатках современных людей виновата социальная среда, то есть капитализм, являющийся источником всех социальных бедствий.
- Надо заменить капитализм социализмом.
- Доказывал, что основной причиной общественного зла является невежество людей. Общественные противоречия можно устранить путём распространения знаний, внедрения истины.[4]

Воспитание. Цель воспитания — формирование самостоятельно и рационально мыслящего человека. Всечеловеческая гармония может быть положена лишь должным воспитанием людей. Для создания людей совершенных надо всех воспитывать с самого рождения с одинаковой тщательностью, без проявления каких бы то ни было пристрастий и так, чтобы никто не стремился к лучшим условиям.
Содержание воспитания. Нравственное воспитание — на него главное внимание. Умственное воспитание — знания не должны противоречить здравому смыслу. Трудовое воспитание — необходимое условие для всестороннего развития человека. Ребёнок в школе наряду с общим образованием должен получить трудовые навыки. Физическое воспитание — военные упражнения.
Образование. Периоды образования. Существуют периоды — пятилетия в жизни человека, вплоть до 30-летнего возраста, — создающие основу для хорошего разделения по занятиям, причём каждая группа занята своим делом. Это способствует лучшему развитию человека.
Система 4 образовательных ступеней (основа всего коллективизм). 1. Школа — для малышей 1-5 лет: чтение, танцы, свежий воздух. 2. Дневная школа — для детей 5-10 лет: родной язык, арифметика, география, естествознание, история. Делится на общеобразовательную (учебные занятия) и индустриальную (практическая работа в мастерских, в саду и в поле. 3. Вечерняя школа — для подростков, работающих на фабрике. 4. Вечерние лекции — для взрослых.
Социальный эксперимент в Нью-Ланарке. На основании собственного опыта он выработал систему «патроната». Создаёт институт для формирования характеров. В первое десятилетие XIX века нью-ланаркская фабрика привлекала к себе толпы посетителей, равно удивлявшихся коммерческому её успеху и благосостоянию её рабочих. На фабрике в Нью-Лэнарке был запрещён труд детей до 10 лет и сокращён рабочий день до 10 часов 45 минут, что было неслыханным новшеством для того времени, когда значительную часть рабочих английской промышленности составляли дети от 5 до 10 лет, которые трудились наравне со взрослыми по 14—16 часов в день.
В 1816 г. Оуэн открыл «Новый институт для формирования характера». В него входили: дошкольное учреждение для детей от 1 до 5 лет, начальная школа для детей до 10 лет, вечерние классы для работавших на фабрике подростков, вечерний очаг культуры, где обучали неграмотных рабочих, функционировал лекторий, родители получали консультации по воспитанию детей, проводились музыкальные вечера, танцы, игры и т. д. На 1 января 1816 г. «Новый институт» охватывал своим воспитательным воздействием 759 человек в возрасте от 1 года до 25 лет.
А. И. Герцен о педагогических взглядах Р. Оуэна. Герцен высказал очень ценные суждения о педагогической теории Оуэна. Отмечая прогрессивное историческое значение этих теорий, он в то же время отчётливо показал и их недостатки. Герцен в произведении «Былое и думы» с одобрением отзывается о социальных и педагогических мероприятиях, проведённых Робертом Оуэном в Нью-Лэнарке, отмечает, что опыт его «костью стоит в горле людей, постоянно обвиняющих социализм в утопиях и в неспособности что-нибудь осуществить на практике». И в то же время он считает многие теоретические положения Оуэна неправильными, решительно выступает против его учения о том, что «главный путь водворения нового порядка — воспитание», что человек является пассивным продуктом обстоятельств и воспитания. Он говорит, что активная роль людей в истории формируется в процессе борьбы с общественным злом и несправедливостью.
Вклад в развитие мировой педагогики Развил идею соединения обучения с производственным трудом. Создал оригинальную систему воспитания (и попытался экспериментально её доказать). Осуществил уникальный социально-педагогический опыт в колониях и коммунах.

## Значение творческого наследия Оуэна
Несмотря на все свои неудачи, Оуэн навсегда останется памятным в истории умственного развития Европы. Он дал первый толчок фабричному законодательству, указал на необходимость вмешательства государства и ясно поставил задачу борьбы с безработицей; его же можно считать отцом той теории кризисов в промышленности, которая объясняет их несоответствием производства с потребительными бюджетами масс или, что то же, с незначительностью потребительной доли богатства, которая достаётся массам при системе соперничества. Он был духовным творцом кооперативного движения, ставящего своей задачей сделать потребителя производителем и устранить торговую прибыль.
Работы Оуэна вдохновили экономическую мысль второй половины XIX века и послужили источником идей коммунизма. Идеи Оуэна были переосмыслены Карлом Марксом, Фридрихом Энгельсом, Владимиром Лениным. Опыт коммун служил примером для построения кибуцев и первых коммунистических экспериментов в Советской России после 1917 года.

## Список произведений
- Замечания о влиянии промышленной системы (1815)
- Дальнейшее развитие плана, содержащегося в докладе…(1817)
- Описание ряда заблуждений и бед, вытекающих из прошлого и настоящего состояния общества
- Доклад графству Ланарк о плане облегчения общественных бедствий… (1820)
- Обращение Конгресса кооперативных обществ…(1833)
- Речь Роберта Оуэна в учреждении на улице Шарлотты (1833)
- Книга о новом нравственном мире (1842-44)
- Революция в сознании и деятельности человеческого рода…(1850-е)
- «Об образовании человеческого характера» (3-е изд., СПб., 1893).
- Оуэн Роберт. Избранные сочинения в двух томах. — М., Л.: Изд-во АН СССР, 1950. — 768 с. — (Предшественники научного социализма). — 8000 экз.